# All-points bulletin
Pour les articles homonymes, voir APB, ATL et BOL.

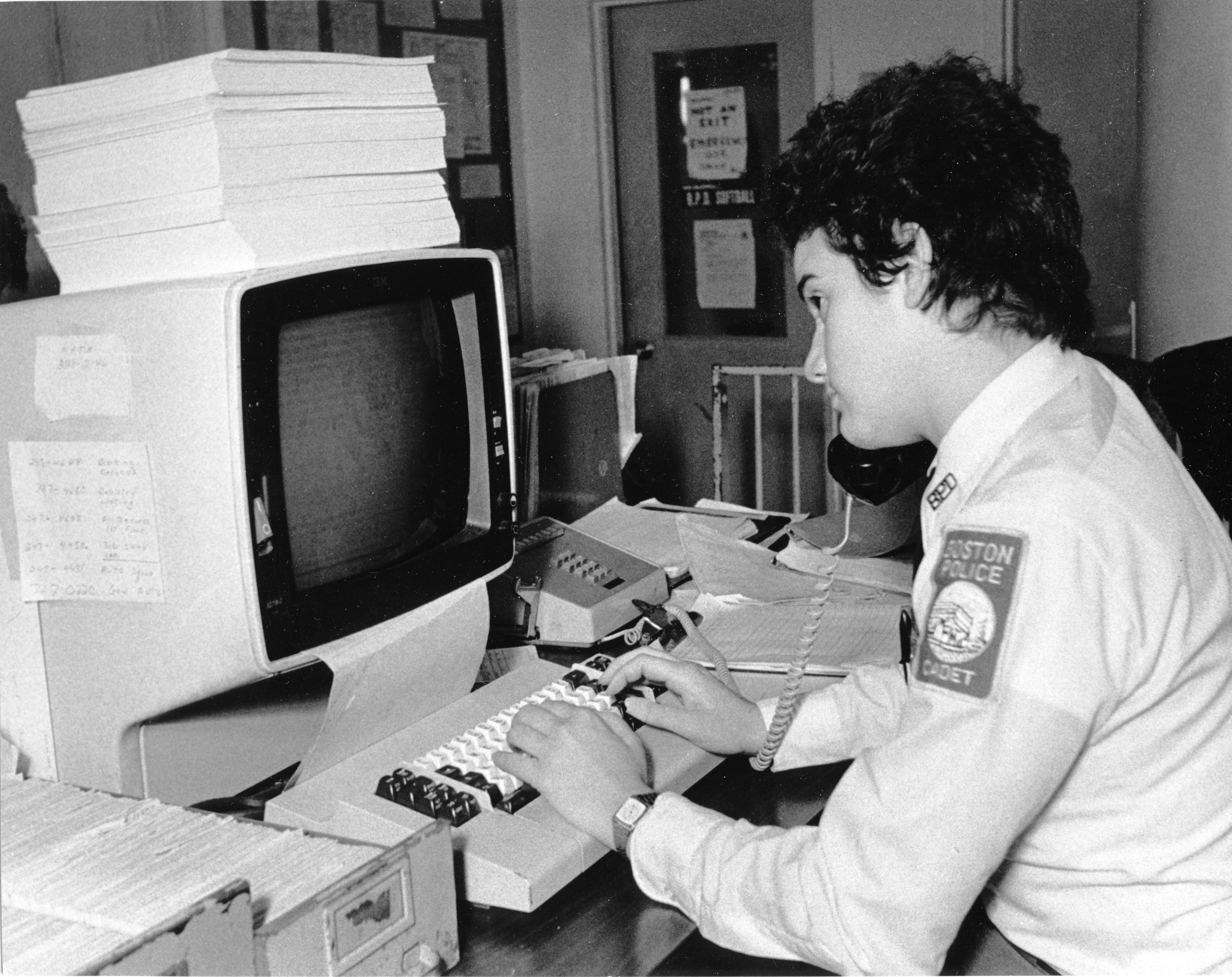
Un cadet travaillant sur un ordinateur, dans les années 1980.

Un all-points bulletin (APB) est un avis émis par un service de police américain à destination des autres (en). Il contient normalement des informations sur un suspect recherché ou un person of interest (en) que la police doit rechercher. Il s'agit normalement de personnes dangereuses ou de personnes disparues. Tel qu'utilisé par les polices américaines, le terme date au moins des années soixante. Les all-points bulletin sont aussi appelés BOLO ou BOL (pour be on the look-out), lookout ou ATL (pour attempt to locate).

## Royaumes du Commonwealth

### Australie
Un acronyme plus long est utilisé en Australie : KALOF (pour keep a look-out for).

### Royaume-Uni
Le Royaume-Uni utilise un système similaire connu sous le nom de all-ports warning ou APW, qui permet de faire circuler la description du suspect dans les aéroports, ports et gares internationales, afin de localiser les personnes essayant de quitter le territoire. En raison du nombre de voyageurs dans ces endroits, la police britannique préfère souvent contacter spécifiquement le port, l'aéroport ou la gare concerné afin d'y faire circuler la description des individus.